# 佩斯卡杜瓦尔
佩斯卡杜瓦尔（法語：Pescadoires，法語發音：[pɛskadwaʁ]）是法国洛特省的一个市镇，属于卡奥尔区。

## 地理
佩斯卡杜瓦尔（44°30'16"N, 1°9'26"E）面积3.28 平方千米，位于法国奧克西塔尼大區洛特省，该省份为法国西南部内陆省份，北起顺时针与科雷兹省、康塔爾省、阿韦龙省、塔恩-加龙省、洛特-加龍省和多尔多涅省接壤。
与佩斯卡杜瓦尔接壤的市镇（或旧市镇、城区）包括：格雷泽尔、拉加代勒、普赖萨克、皮莱韦克。

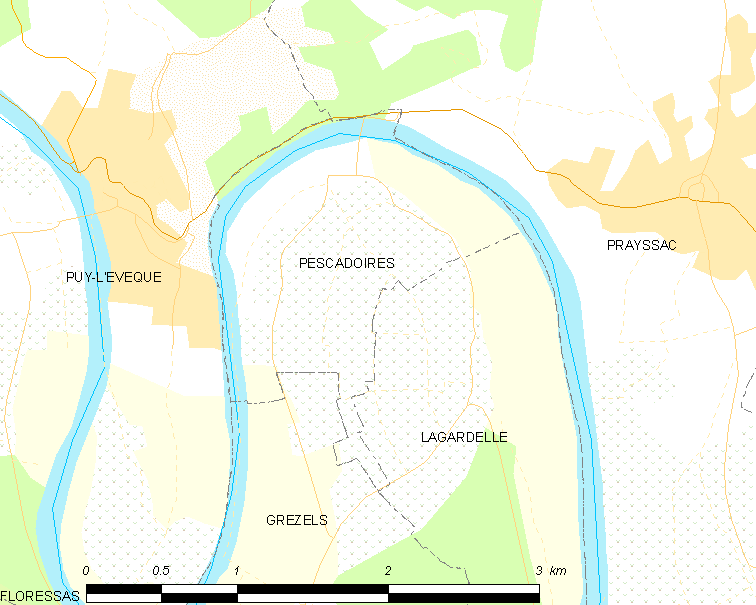
佩斯卡杜瓦尔的OSM定位图

佩斯卡杜瓦尔的时区为UTC+01:00、UTC+02:00（夏令时）。

## 行政
佩斯卡杜瓦尔的邮政编码为46220，INSEE市镇编码为46218。

## 政治
佩斯卡杜瓦尔所属的省级选区为皮莱韦克县。

## 人口

1962-2008年间佩斯卡杜瓦尔人口变化图示

佩斯卡杜瓦尔于2022年1月1日时的人口数量为186人。